# NGC 304
NGC 304 je spirální galaxie v souhvězdí Andromedy. Její zdánlivá jasnost je 13,1m a úhlová velikost 1,1′ × 0,7′. Je vzdálená 229 milionů světelných let, průměr má 75 000 světelných let. Galaxii objevil 23. října 1878 Édouard Stephan.